# Agrostis globosa
Agrostis globosa é uma espécie de gramínea do gênero Agrostis, pertencente à família Poaceae.